# 1-Stunden-Rennen von Wunstorf 1978

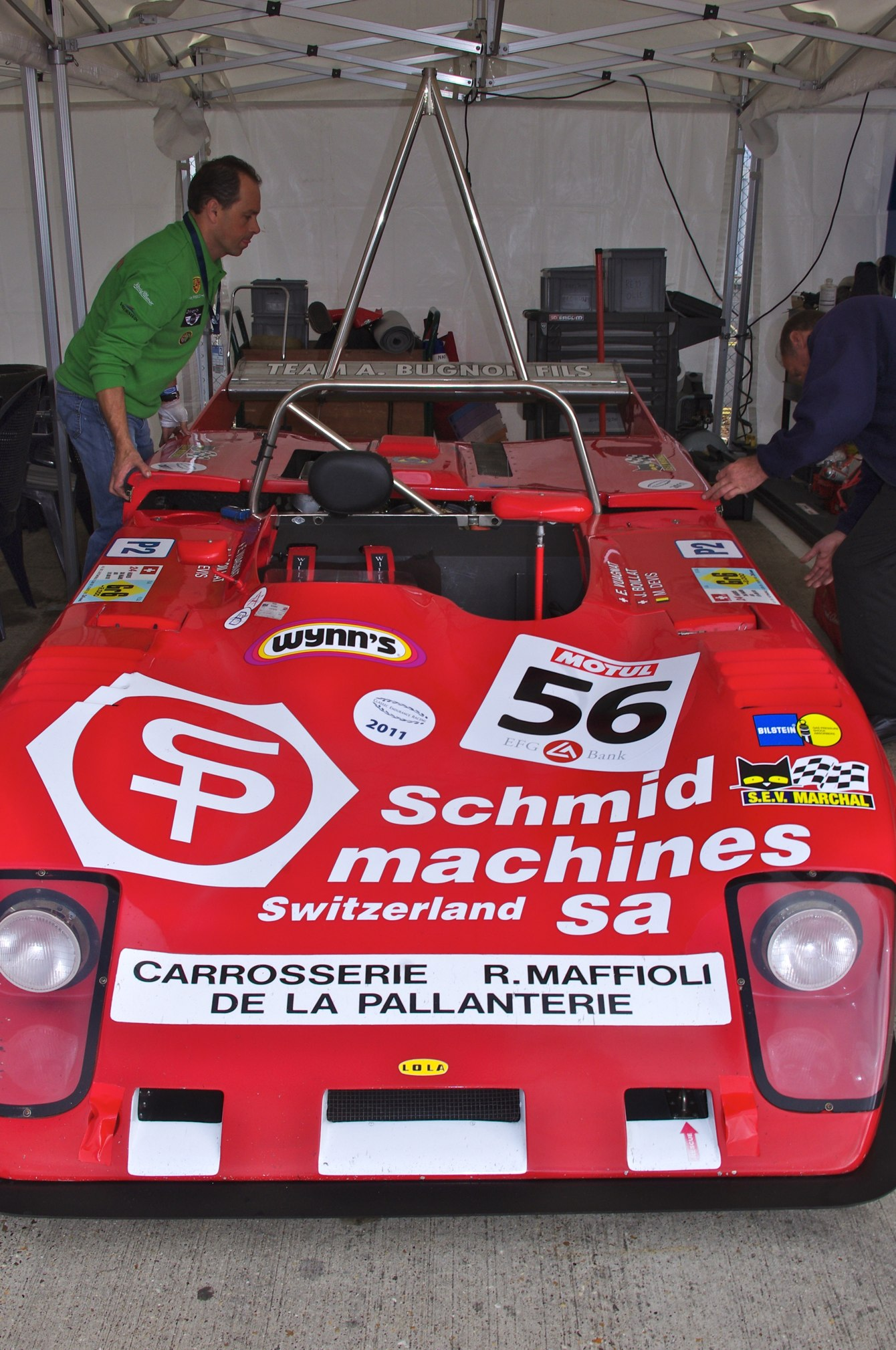
Der vom drittplatzierten Charly Schirmer gefahrene Lola T296

Das 1-Stunden-Rennen von Wunsdorf 1978, auch ADAC Flugplatzrennen, Wunstorf, fand am 11. Juni auf dem Fliegerhorst Wunstorf statt und war der dritte Wertungslauf der Interserie dieses Jahres.

## Das Rennen
Nach dem Sieg von Giorgio Francia im Osella P6 beim 300-km-Rennen auf dem Nürburgring und dem Erfolg von Reinhold Joest im Porsche 908/3 bei der Goodyear Trophy siegte Kurt Lotterschmid im Deutsch-Porsche-908-Eigenbau in Wunsdorf. Im Ziel hatte er acht Sekunden Vorsprung auf seinen Landsmann Klaus Walz im TOJ SC206.

## Ergebnisse

### Schlussklassement
| 1           | Div. I  |  | Deutsch Brothers Racing    | Kurt Lotterschmid  | Deutsch-Porsche 908 | 50 |
| 2           | Div. II |  | Team Matter-Toj            | Klaus Walz         | TOJ SC206           | 50 |
| 3           | Div. II |  | Formelrennsportclub Zürich | Charly Schirmer    | Lola T296           | 50 |
| 4           | Div. II |  | Norbert Dombrowski         | Norbert Dombrowski | Rex SP1             | 50 |
| 5           | Div. II |  | Ralf Walter                | Ralf Walter        | TOJ SC02            | 49 |
| 6           | Div. II |  | Jan van Straaten           | Jan van Straaten   | Lola T292           | 48 |
| 7           | Div. I  |  | PB. Watson Sports Cars     | John Blanckley     | Chevron B31         | 46 |
| 8           | Div. II |  | Heinz Schaltinat           | Heinz Schaltinat   | Hesch-Osella        | 43 |
| 9           | Div. I  |  | Hans-Rudolf Urech          | Hans-Rudolf Urech  | McLaren M8E         | 43 |
| 10          | Div. I  |  | Karl Langjahr              | Karl Langjahr      | Tecno-Porsche EB    | 43 |
| Ausgefallen |         |  |                            |                    |                     |    |
| 11          | Div. I  |  | MSC Schorndorf             | Georg Moritz       | Chevron B23         | 36 |

### Nur in der Meldeliste
Zu diesem Rennen sind keine weiteren Meldungen bekannt.

### Klassensieger
| Klasse  | Fahrer            | Fahrzeug            | Platzierung im Gesamtklassement |
| ------- | ----------------- | ------------------- | ------------------------------- |
| Div. I  | Kurt Lotterschmid | Deutsch-Porsche 908 | Gesamtsieg                      |
| Div. II | Klaus Walz        | TOJ SC206           | Rang 2                          |

### Renndaten
- Gemeldet: 11
- Gestartet: 11
- Gewertet: 10
- Rennklassen: 2
- Zuschauer: unbekannt
- Wetter am Renntag: warm und trocken
- Streckenlänge: 3,350 km
- Fahrzeit des Siegerteams: 1:09:07,600 Stunden
- Gesamtrunden des Siegerteams: 50
- Gesamtdistanz des Siegerteams: 167,500 km
- Siegerschnitt: 145,390 km/h
- Pole Position: Klaus Walz – TOJ SC206 (#)
- Schnellste Rennrunde: Kurt Lotterschmid – Deutsch-Porsche 908 (#)
- Rennserie: 3. Lauf zur Interserie 1978